# Шумаков, Георгий Евгеньевич
Георгий Евгеньевич Шумаков (29.09.1923 — 21.04.1945) —  командир батареи 786-го лёгкого артиллерийского полка, 46-я лёгкая артиллерийская бригада, 12-я артиллерийская дивизия прорыва, 69-я армия, 1-й Белорусский фронт, лейтенант. Герой Советского Союза (1944).

## Биография

### Ранние годы
Георгий Евгеньевич Шумаков родился 29 сентября 1923 года в Майкопе (ныне Республика Адыгея) в семье рабочего. Русский. Член КПСС с 1943 года. 
Георгий с детства мечтал стать лётчиком. Без отрыва от учёбы в школе в 1940 году окончил успешно Майкопский аэроклуб и 9 классов.
В 17 лет пошёл в армию. 27 декабря 1940 года, поступил в Таганрогскую военную авиационную школу пилотов имени В. П. Чкалова, где в то время учились будущие Герои войны, майкопчане Шевкунов Анатолий, Макаренко Алексей, Шикунов Фёдор. 

### В Великую Отечественную войну
В Великую Отечественную войну Георгий продолжал учиться авиашколе.
В мае 1942 года авиашкола, дислоцировавшаяся тогда в Томске, была расформирована, а курсантов распределили по другим училищам. Георгий Шумаков стал курсантом Томского артиллерийского училища, которое окончил в 1942 году.
Боевой путь Шумакова начался в декабре 1942 года когда, окончив училище и получив звание младшего лейтенанта, он прибыл в составе группы выпускников в район Курска на Центральный фронт. Назначен адъютантом командира 46-й легко-артиллерийской бригады полковника С.Г.Колесникова. Бригада входила в 12-ю артиллерийскую дивизию прорыва резерва Верховного Главнокомандования.
Выполняя различные поручения комбрига, Шумаков показал себя смелым, инициативным офицером и грамотным командиром-артиллеристом, владеющим в совершенстве своей специальностью, и в марте 1943 года он был выдвинут на должность помощника начальника штаба 786-го лёгкого артиллерийского полка по разведке. 
В первых же боях в мае 1943 года Шумаков показал себя бесстрашным и умелым артиллерийским разведчиком. Выдвинувшись со своими разведчиками под ураганным огнём противника далеко вперёд, поближе к вражеским позициям, он обнаружил артиллерийскую и миномётную батареи на позициях, которые тут же были накрыты огнём нескольких батарей, управление которыми он взял на себя. За проявленную доблесть он был награждён орденом Красной Звезды.
Успешно воевал в Курской битве и затем на Украине, форсировав реки Сож и Днепр, вступил на территорию Белоруссии. Его 786-й полк в составе дивизии, поддерживал 65-ю армию. 18 ноября 1943 года вышел к селу Романовка. В критической обстановке командир полка подполковник А. И. Соколов поставил перед Шумаковым задачу с группой бойцов в 35 человек выбить гитлеровцев с позиций батарей. Шумаков, оценив обстановку, вывел своих бойцов во фланг противника и решительной атакой, увлекая подчинённых личным примером мужества и отваги, бросился на противника, уничтожая его огнём автоматов и гранатами. Гитлеровцы, застигнутые врасплох, поспешно отступили. Приказ командира был выполнен. Положение батарей было восстановлено, и они вновь вели огонь по врагу. За успешное выполнение этого задания Шумаков был награждён орденом Отечественной войны 1-й степени. 
Став в январе 1944 года командиром 4-й батареи, лейтенант Шумаков тщательно готовил своих подчинённых к предстоящим боям по освобождению белорусской земли.

## Подвиг
Особенно отличился командир батареи 786-го лёгкого артиллерийского полка, 46-й лёгкой артиллерийской бригады, 12-я артиллерийская дивизия прорыва, 69-я армия, 1-й Белорусский фронт, лейтенант Шумаков Георгий Евгеньевич при форсировании реки Висла. Его батарея первой из артиллерийских подразделений 1 августа 1944 года переправилась через реку у населённого пункта Бжесце (юго-западнее города Пулавы, Польша). Отразив ряд контратак противника, артиллеристы способствовали восстановлению положения.
Представлен к званию Героя Советского Союза.
Указом Президиума Верховного Совета СССР от 21 февраля 1945 года за образцовое выполнение боевых заданий командования на фронте борьбы с немецко-фашистскими захватчиками и проявленные при этом мужество и героизм лейтенанту Шумакову Георгию Евгеньевичу присвоено звание Героя Советского Союза с вручением ордена Ленина и медали «Золотая Звезда»».

### Завершающие бои
После боёв на Висле, батарея Шумакова продолжала успешно громить врага, участвуя в овладении крепостью Прага в предместье Варшавы, городами Зволень, Радом, Лодзь, Познань, и 6 февраля 1945 года вышла к Одеру севернее Франкфурта. Поддерживая 1-й стрелковый батальон и одной из первых переправившись через реку, она обеспечила ему своим огнём успешное продвижение вперёд и захват высот на подступах к северной окраине города Лебус. 
Вёл ожесточённый бой, отразив 3 яростных контратаки 216-го батальона «СС». С подходом главных сил полка, батальон ворвался в Лебус. В успешных действиях батальона большая заслуга принадлежала батарейцам Шумакова, который, организовав свой наблюдательный пункт в боевых порядках пехоты, умело и грамотно руководил огнём батареи, уничтожив до роты гитлеровцев и несколько огневых точек. Отважный командир батареи был награждён орденом Александра Невского.
20 апреля 1945 года на подступах к Берлину при взятии деревни Карцаг уничтожил до роты гитлеровцев и противотанковое орудие, батарейцы под руководством Шумакова сорвали вражескую контратаку. Но при этом получил тяжёлое ранение командир батареи. Его вынесли с поля боя и отправили в медсанбат. Врачи отчаянно боролись за жизнь Героя, но спасти его не удалось. Не приходя в сознание, 21 апреля 1945 года он скончался… Ему был 21 год. А до Победы оставалось 17 дней…
Капитан Шумаков Г. Е. погиб 21 апреля 1945 года на подступах к Берлину, у деревни Карцаг (Германия).
23 апреля 1945 года пришёл приказ о присвоении Г.Е.Шумакову очередного звания капитан. А ещё месяц спустя он был награждён орденом Отечественной войны (посмертно).
Похоронен в городе Цыбинка-Бялкув Слубицкого повята Любушского воеводства Польской Республики23 апреля 1945 года пришёл приказ о присвоении Г.Е.Шумакову очередного звания капитан. А ещё месяц спустя он был награждён орденом Отечественной войны (посмертно)..

## Награды
- Герой Советского Союза(21.2.1945)[5];
- орден Ленина[7];
- орден Александра Невского (07.04.1945)[8][6];
- орден Отечественной войны I степени(21.05.1945)[4];
- орден Отечественной войны I степени(19.12.1943)[9][4];
- орден Красной Звезды(26.05.1943)[10][3];
- медали.

## Память

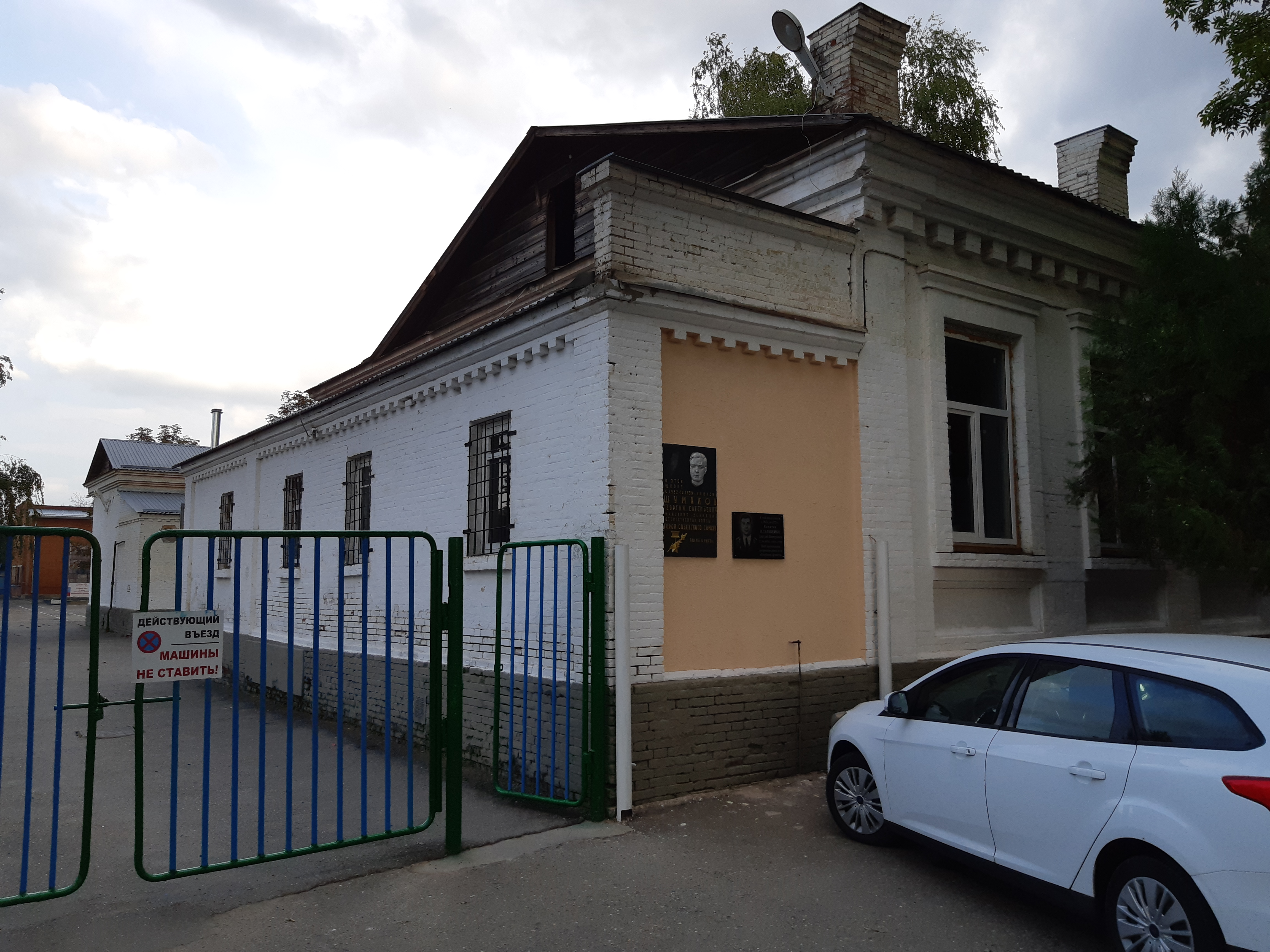
Здание школы, где учился Герой Советского Союза Г. Е. Шумаков.

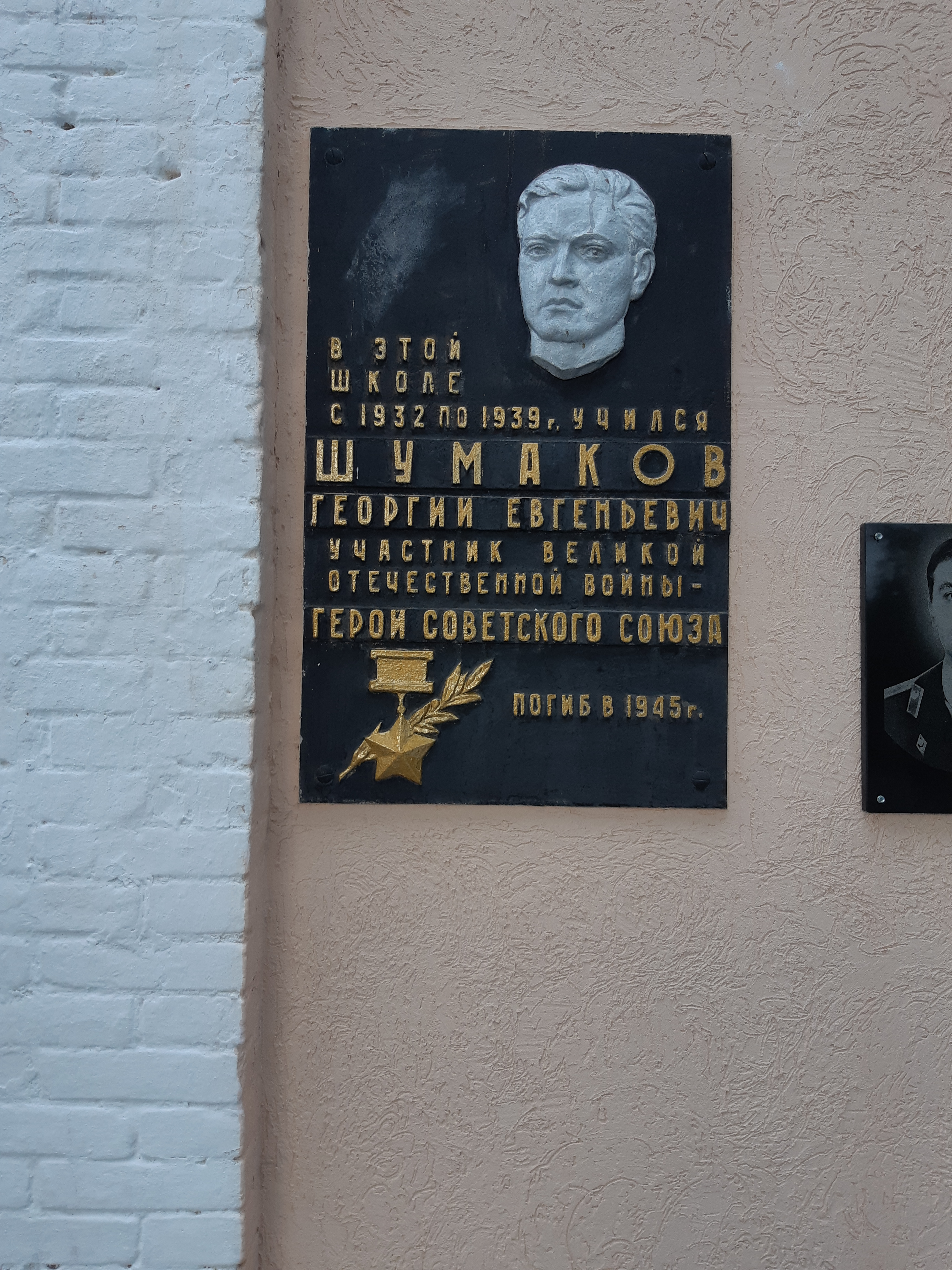
Мемориальная доска на здании школы № 8 Майкопа

- Имя Героя высечено золотыми буквами в зале Славы Центрального музея Великой Отечественной войны в Парке Победы города Москвы.
- На здании школы № 8 в Майкопе установлена мемориальная доска.
- Его имя увековечено в Главном Храме Вооружённых сил России, и навсегда запечатлено на мемориале «Дорога памяти»